# Христос остановился в Эболи
«Христос остановился в Эболи» (итал. Cristo si è fermato a Eboli) — во многом автобиографический роман итальянского писателя Карло Леви. Сразу же после своей публикации в 1945 году это неореалистическое произведение привлекло к себе внимание как читателей, так и критиков; было переведено на многие языки мира, в том числе и на русский язык (1955).

## Сюжет
В основу романа легла реальная история ссылки в 1935 году Карло Леви на юг Италии в провинцию Лукания. Здесь сначала в горном городке Грассано, куда Муссолини ссылал своих противников, а после в городке Алиано, выведенном в романе как Гальяно, писатель провёл долгие 18 месяцев, где, будучи дипломированным врачом, занимался лечебной практикой. Впечатления о проведённом рядом с простыми крестьянами времени и легли в основу книги, написанной в 1943—1944 годах и опубликованной в 1945 году, после освобождения Италии от фашистского режима Муссолини.
Критика высоко оценила тонкость лирических мотивов, причудливо сочетающихся с обличением социальной несправедливости. В книге даётся социально-психологический портрет нищих, неграмотных и невежественных крестьян, но одновременно с этим описывается их богатый духовный мир, высокие моральные качества, природный ум и поэтическое, почти языческое восприятие природы. Писатель с явным сочувствием рисует картину жизни беднейших слоёв юга Италии; собственно, и само название романа адресует читателя как к библейским, так и к современным автору аллюзиям.

«Христос остановился в Эболи» — дальше этого крохотного городка даже Христос не решился пойти.
— [www.belousenko.com/books/Erenburg/erenburg_memoirs_6.htm Илья Эренбург.Люди, годы, жизнь. книга VI]
Про самого же писателя критик Марио Синелла скажет: «Он нашёл в себе мужество не остановиться в Эболи».

## Экранизации
Самое известное произведение Карло Леви было экранизировано в 1979 году режиссёром Франческо Рози, став заметным явлением в итальянской культуре тех лет. А позже его экранизировал для телевидения другой итальянский мастер — Джилло Понтекорво.